# 佐藤太圭子
佐藤 太圭子（さとう たかこ、1944年2月1日 - ）は、琉球舞踊家。本名、山内太圭子。沖縄県那覇市出身。琉球舞踊太圭流家元。沖縄県立芸術大学名誉教授。沖印友好協会理事。重要無形文化財「琉球舞踊」保持者（総合認定）。

## 経歴
1944年2月1日、沖縄県那覇市に生まれる。 1951年に新垣松含の弟子であった宮里ヨシ子に師事、1957年には島袋光裕に師事し、琉球舞踊および組踊を学ぶ。1962年琉球政府立那覇高等学校卒業。同年佐藤太圭子練場を開設。1965年より、普天満宮宮司の新垣義志に古典舞踊よび創作舞踊を師事。1988年沖縄大学非常勤講師。1990年沖縄県立大学音楽学部助教授。1993年より沖縄県立大学音楽学部教授（2009年退館）。2009年重要無形文化財「琉球舞踊」保持者認定。
琉球舞踊の普及と発展に尽力する他、代表的な「菊」「つらね」「綾」など50作を超える創作舞踊を発表してきた。 
1993年NHK大河ドラマ「琉球の風」、2011年NHKBS時代劇「テンペスト」の琉球舞踊指導を担当している。

## 受賞歴・栄典
- 1981年 沖縄タイムス芸術選奨
- 1983年 文化庁芸術祭優秀賞
- 同年      舞踊批評家協会賞
- 1986年  琉球放送創作芸術祭奨励賞
- 2003年  松尾芸能賞優秀賞
- 2009年  沖縄県文化功労者賞
- 2015年  伝統文化ポーラ賞優秀賞
- 2020年  沖縄タイムス賞
- 2021年  文化庁長官表彰
- 2023年 沖縄県功労賞